# 十一年式曲射歩兵砲
十一年式曲射歩兵砲（じゅういちねんしききょくしゃほへいほう）とは日本軍が大正11年（1922年）に採用した迫撃砲である。十一年式という名称は大正11年に由来している。当時の日本陸軍では迫撃砲は砲兵科の管轄する兵器であったため、歩兵科が扱うために曲射歩兵砲という名称になり歩兵砲の一種であるとされた。

## 概要
ドイツ軍が第一次世界大戦で使用した化学兵器発射装置を参考に開発され、砲身にはライフリングがあり、発射は墜発式ではなく撃鉄を起こして引き金紐（拉縄と呼んだ）を引くことで発射する方式だった。
照準も射向板で方位を定めて六分儀で砲身の角度を決めて発射する簡易な方式であり、照準装置と呼べるほどのものは付いていなかった。また、4種類ある撃茎托筒と呼ばれる部品を交換することで初速を変化させることができ、砲身の仰角に対して弾道の落角を広い範囲で選択することができた。
一個分隊10人で運用され、4人が砲と付属品の運搬を行い、6人が弾薬を運んだ。
輸送する時は分解せず、担棒二本を差し込んで二人で運んだ。
弾薬は十一年式榴弾(重量2.5kg)を8発入りの弾薬箱(重量26kg)木箱で運搬しており、1門につき即応48発と後続64発で弾薬定数112発を保有していた。
砲と共に移動する即応弾は人力輸送で1人1箱を担ぎ6人で48発を定数として、後続する弾薬分隊は馬一頭につき4箱で32発を駄載して馬8頭で4門分の256発を運んでいた。
歩兵連隊隷下の歩兵砲中隊に十一年式平射歩兵砲2門と共に4門が配備されていた。九二式歩兵砲の採用以後は次第に更新されていったものの、1941年（昭和16年）になっても本砲による腔発事故の報告が中国戦線から上がってきており、二線級の部隊では長く使われていたことがわかる。大戦末期にはまた、海軍陸戦隊にも本砲を保有していた部隊がある。
大阪造兵廠第一製造所の調査によると1942年（昭和17年）10月現在までの生産数（火砲製造完成数）は234門であった。

## 参考資料
- 日本の歩兵火器
- 佐山二郎「日本陸軍の火砲　迫撃砲　噴進砲　他」光人社NF文庫　ISBN 978-4-7698-2676-7 2011年　40-51頁
- 「火砲腔発の件」 アジア歴史資料センター レファレンスコード C04122721400
- 「特設（乙）師団歩兵連隊に「９２式」歩兵砲装備に関する件」アジア歴史資料センター、C01005642200